# Адамув (Ліпський повіт)
Адамув (пол. Adamów) — село в Польщі, у гміні Сенно Ліпського повіту Мазовецького воєводства.
Населення — 48 осіб (2011).
У 1975-1998 роках село належало до Радомського воєводства.

## Демографія
Демографічна структура станом на 31 березня 2011 року:
|          | Загалом | Допрацездатний вік | Працездатний вік | Постпрацездатний вік |
| -------- | ------- | ------------------ | ---------------- | -------------------- |
| Чоловіки | 27      | 5                  | 20               | 2                    |
| Жінки    | 21      | 4                  | 7                | 10                   |
| Разом    | 48      | 9                  | 27               | 12                   |